# Partecipanti alla Maryland Cycling Classic 2023
Elenco dei partecipanti al Maryland Cycling Classic 2023.
Il Maryland Cycling Classic 2023 è stato la seconda edizione della corsa. Alla competizione presero parte 16 squadre: 5 con licenza UCI World Tour 2023, 4 dell'UCI ProTeam, 6 UCI Continental Team e 1 selezione nazionale.
Ciascuna delle squadre è composta da sette ciclisti, per un totale di 112 accreditati alla partenza.

## Corridori per squadra
Nota: R ritirato, NP non partito, FT fuori tempo, SQ squalificato
| Israel-Premier Tech    | Israel-Premier Tech    | Israel-Premier Tech    | Lidl-Trek             | Lidl-Trek             | Lidl-Trek             | EF Education-EasyPost | EF Education-EasyPost | EF Education-EasyPost |
| ---------------------- | ---------------------- | ---------------------- | --------------------- | --------------------- | --------------------- | --------------------- | --------------------- | --------------------- |
| N°                     | Ciclista               | Clas.                  | N°                    | Ciclista              | Clas.                 | N°                    | Ciclista              | Clas.                 |
| 1                      | Simon Clarke           | 18°                    | 11                    | Toms Skujiņš          | 5°                    | 21                    | Neilson Powless       | 2°                    |
| 2                      | Guillaume Boivin       | 22°                    | 12                    | Tony Gallopin         | 16°                   | 22                    | Mikkel Honoré         | 6°                    |
| 3                      | Riley Sheehan          | 9°                     | 13                    | Emīls Liepiņš         | 12°                   | 23                    | Tom Scully            | R                     |
| 4                      | Marco Frigo            | 52°                    | 14                    | Asbjørn Hellemose     | 20°                   | 24                    | Odd Christian Eiking  | R                     |
| 5                      | Derek Gee              | 40°                    | 15                    | Mattias Skjelmose     | 1°                    | 25                    | Michael Valgren       | R                     |
| 6                      | Hugo Houle             | 3°                     | 16                    | Filippo Baroncini     | 23°                   | 26                    | Marc Pritzen          | R                     |
| 7                      | Guy Sagiv              | 43°                    | 17                    | Mathias Vacek         | 53°                   |                       |                       |                       |
| Team Jayco AlUla       | Team Jayco AlUla       | Team Jayco AlUla       | Cofidis               | Cofidis               | Cofidis               | Astana Qazaqstan Team | Astana Qazaqstan Team | Astana Qazaqstan Team |
| N°                     | Ciclista               | Clas.                  | N°                    | Ciclista              | Clas.                 | N°                    | Ciclista              | Clas.                 |
| 31                     | Simon Yates            | 11°                    | 41                    | Axel Zingle           | 66°                   | 51                    | Leonardo Basso        | 61°                   |
| 32                     | Lawson Craddock        | 19°                    | 42                    | Alexis Renard         | 45°                   | 52                    | Manuele Boaro         | R                     |
| 33                     | Chris Harper           | 15°                    | 43                    | Alexandre Delettre    | 26°                   | 53                    | Gleb Brusenskij       | 35°                   |
| 34                     | Christopher Jensen     | 29°                    | 44                    | Eddy Finé             | 33°                   | 54                    | Evgenij Fëdorov       | R                     |
| 35                     | Adam Holm Jørgensen    | R                      | 45                    | Victor Lafay          | R                     | 55                    | Gianmarco Garofoli    | R                     |
| 36                     | Alexandre Balmer       | 8°                     | 46                    | Pierre-Luc Périchon   | R                     | 56                    | Antonio Nibali        | 63°                   |
| 37                     | Lucas Hamilton         | 4°                     | 47                    | Harrison Wood         | 65°                   | 57                    | Christian Scaroni     | 62°                   |
| Human Powered Health   | Human Powered Health   | Human Powered Health   | Corratec Selle Italia | Corratec Selle Italia | Corratec Selle Italia | Team Novo Nordisk     | Team Novo Nordisk     | Team Novo Nordisk     |
| N°                     | Ciclista               | Clas.                  | N°                    | Ciclista              | Clas.                 | N°                    | Ciclista              | Clas.                 |
| 61                     | Scott McGill           | 7°                     | 71                    | Attilio Viviani       | R                     | 81                    | Matyáš Kopecký        | 38°                   |
| 62                     | Stephen Bassett        | 58°                    | 72                    | Samuele Zambelli      | R                     | 82                    | Andrea Peron          | 56°                   |
| 63                     | Pier-André Côté        | 13°                    | 73                    | Veljko Stojnić        | R                     | 83                    | David Lozano          | 37°                   |
| 64                     | Adam de Vos            | R                      | 74                    | Marco Murgano         | R                     | 84                    | Filippo Ridolfo       | 24°                   |
| 65                     | Colin Joyce            | 57°                    | 75                    | Alexander Konychev    | 46°                   | 85                    | Péter Kusztor         | 55°                   |
| 66                     | Gijs Van Hoecke        | 34°                    | 76                    | Lorenzo Quartucci     | 25°                   | 86                    | Hamish Beadle         | R                     |
| 67                     | Sasha Weemaes          | R                      | 77                    | Jan Stöckli           | 36°                   | 87                    | Sam Brand             | 50°                   |
| Medellín-EPM           | Medellín-EPM           | Medellín-EPM           | Hagens Berman Axeon   | Hagens Berman Axeon   | Hagens Berman Axeon   | L39ION of Los Angeles | L39ION of Los Angeles | L39ION of Los Angeles |
| N°                     | Ciclista               | Clas.                  | N°                    | Ciclista              | Clas.                 | N°                    | Ciclista              | Clas.                 |
| 91                     | Óscar Sevilla          | 39°                    | 101                   | Kasper Andersen       | 21°                   | 111                   | Kyle Murphy           | 60°                   |
| 92                     | Brayan Sánchez         | 42°                    | 102                   | Nino de Jong          | 48°                   | 112                   | Robin Carpenter       | 17°                   |
| 93                     | Róbigzon Oyola         | R                      | 103                   | Michael Garrison      | 44°                   | 113                   | Tyler Williams        | 31°                   |
| 94                     | Diego Galeano          | R                      | 104                   | Darren Rafferty       | R                     | 114                   | Alec Cowan            | R                     |
| 95                     | Fabio Duarte           | R                      | 105                   | Cooper Johnson        | R                     | 115                   | Cory Williams         | R                     |
| 96                     | David Gonzalez         | 47°                    | 106                   | Maxence Place         | R                     | 116                   | Eder Frayre           | 10°                   |
| 97                     | Walter Vargas          | 51°                    | 107                   | Artem Shmidt          | R                     | 117                   | Sam Boardman          | 59°                   |
| Project Echelon Racing | Project Echelon Racing | Project Echelon Racing | Toronto Hustle        | Toronto Hustle        | Toronto Hustle        | Team Skyline          | Team Skyline          | Team Skyline          |
| N°                     | Ciclista               | Clas.                  | N°                    | Ciclista              | Clas.                 | N°                    | Ciclista              | Clas.                 |
| 121                    | Tyler Stites           | 14°                    | 131                   | Matteo Dal-Cin        | R                     | 141                   | Julien Gagné          | 41°                   |
| 122                    | Stephen Vogel          | R                      | 132                   | Carson Miles          | R                     | 142                   | David Gabrick         | R                     |
| 123                    | Matthew Zimmer         | R                      | 133                   | Ethan Sittlington     | 49°                   | 143                   | Cian Keogh            | R                     |
| 124                    | Cade Bickmore          | 32°                    | 134                   | Daniel Kalichman      | R                     | 144                   | Emile Hamm            | R                     |
| 125                    | Richard Arnopol        | R                      | 135                   | Michael Foley         | R                     | 145                   | Nick Kleban           | R                     |
| 126                    | Colby Lange            | R                      | 136                   | Chris Ernst           | R                     | 146                   | Chaz Turmon           | 64°                   |
| 127                    | Hugo Scala             | 27°                    | 137                   | Edward Walsh          | R                     | 147                   | Lukas Conly           | R                     |
| Selezione statunitense |                        |                        |                       |                       |                       |                       |                       |                       |
| N°                     | Ciclista               | Clas.                  |                       |                       |                       |                       |                       |                       |
| 151                    | Matteo Jorgenson       | 54°                    |                       |                       |                       |                       |                       |                       |
| 152                    | Tobias Klein           | 28°                    |                       |                       |                       |                       |                       |                       |
| 153                    | Brooks Wienke          | R                      |                       |                       |                       |                       |                       |                       |
| 154                    | Owen Cole              | R                      |                       |                       |                       |                       |                       |                       |
| 155                    | Colby Simmons          | 30°                    |                       |                       |                       |                       |                       |                       |
| 156                    | Caleb Classen          | R                      |                       |                       |                       |                       |                       |                       |
| 157                    | Andrew Strohmeyer      | R                      |                       |                       |                       |                       |                       |                       |